# Alexandre Saada
Pour les articles homonymes, voir Saada.
 (octobre 2014).
Alexandre Saada est un pianiste de jazz français né le 15 août 1977 à Avignon. Il vit à Paris depuis 1999.

## Biographie
Multi-instrumentiste, compositeur, arrangeur de nombreux projets, il commence le piano à quatre ans en étudiant la musique classique pendant une dizaine d'années.
Vers 15 ans, Alexandre Saada se dirige vers le jazz, la pop et la chanson. Alexandre Saada a suivi une formation musicale notamment auprès d'Alicia Roque Alsina, Carlos Roque Alsina (classique) et Serge Forte (jazz).
Depuis son installation à Paris en 1999, il suit une carrière de compositeur et de pianiste en tant que leader mais également aux côtés de nombreux artistes tels que Malia, Martha and the Vandellas, Madeleine et Salomon, Mélissa Bon.
En 2010, il joua en solo au Festival de jazz de Saint-Germain.
Alexandre Saada compose également pour le cinéma, notamment pour des courts-métrages pour lesquels il obtint une bourse de la Sacem. Il participe à la musique du film de Patrick Chesnais, "Une chanson dans la tête" de Mouzanar.
Il compose entre autres la musique des films L'Amour propre et Corporate de Nicolas Silhol, Les Eléphants d'Emmanuel Saada,, Youssef Salem a du succès de Baya Kasmi, et plusieurs documentaires.
Ses trois albums solos sont Present en 2010, Continuation to the end en 2014, et Portraits en 2015.
En 2015, Alexandre Saada lance le projet We Free. Après un disque enregistré à Ferber en 2016, des concerts de musique entièrement improvisée auront lieu à Paris mais aussi au Congo, en Israël, en Bosnie, à Detroit et à Maniutenam.
Alexandre Saada sort son premier disque de chansons pop "Songs for a flying Man" en 2020.

## Discographie
- 2003 : Éveil
- 2005 : Be where you are
- 2009 : Panic Circus
- 2010 : Présent

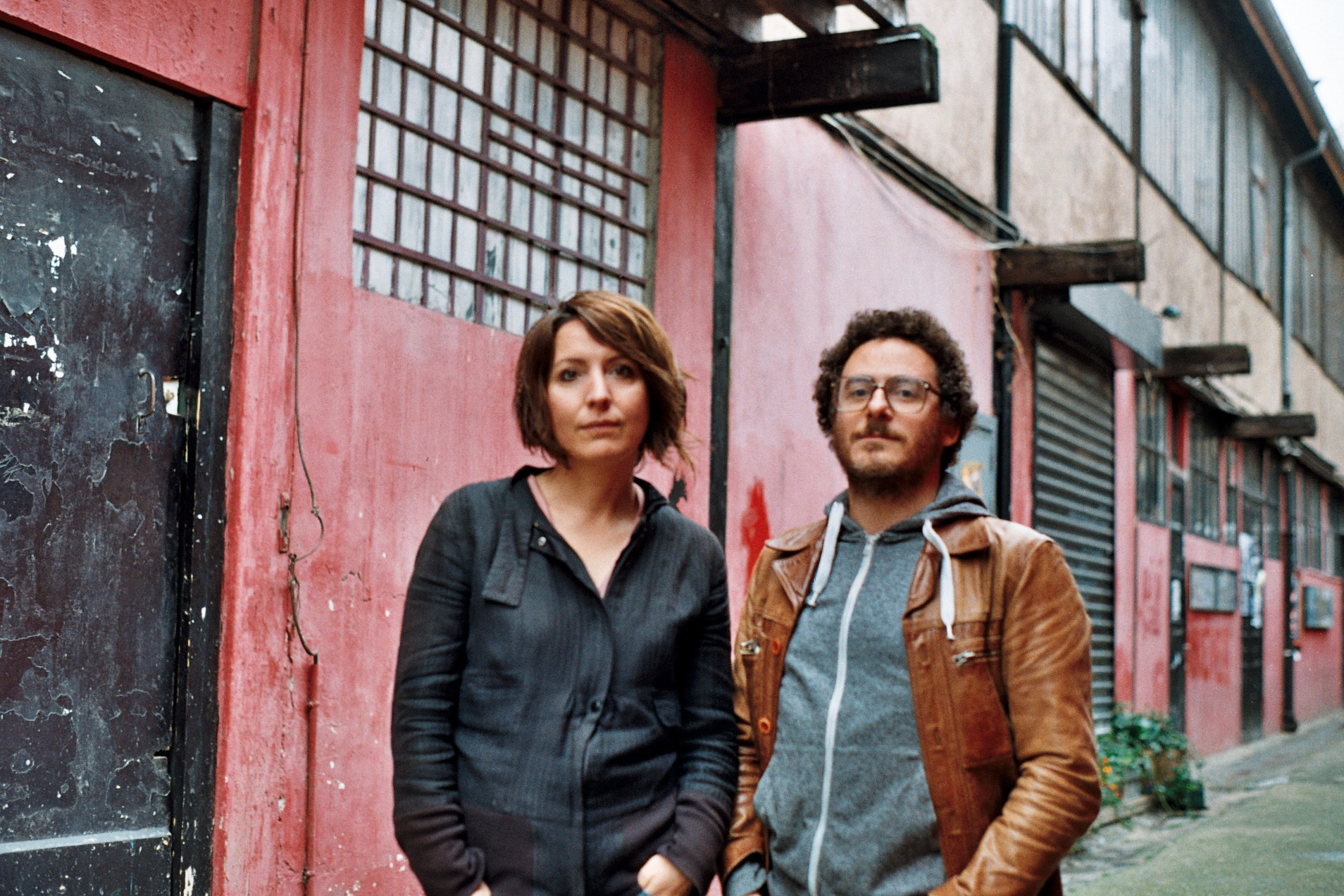
Madeleine et Salomon avec Clotilde Rullaud

- 2014 : Continuation to the end - Label : Bee Jazz[5]
- 2015 : Portraits - Label - Promise Land[6]
- 2015 : Black Orchid - Malia
- 2016 : We Free - Label Promise Land
- 2016 : A Womans Journey - Madeleine et Salomon
- 2016 : Nomad - Melissa Bon
- 2018 :  Ripples - Malia
- 2020 : Songs for a Flying Man - Labrador Records
- 2022 : Eastern Spring - Madeleine et Salomon